# 岩下食品
岩下食品株式会社（いわしたしょくひん）は、栃木県栃木市に本社を置く食品会社。酢漬を中心とした漬物の製造販売会社である。代表的な商品は「岩下の新生姜」で、生姜漬、らっきょう漬などの酢漬分野では、市場占有率が日本一である。また、アジアを中心に海外展開している。
1999年（平成11年）には創業100周年を迎えた。
同社の看板商品である岩下の新生姜に使用している生姜は、関連会社の製品を除き一貫して台湾産のものが使用されている。
理由は、開発担当者が商品開発の際に世界各国の生姜を試食した結果、台湾産のものが風味・歯ざわり共に最も気に入ったためだという。また、この生姜は台湾の契約農場にて岩下食品のために特別に生産されている。

## 沿革
- 1899年（明治32年） - 岩下源次郎、「八百源」を創業。
- 1945年（昭和20年） - 栃木市に漬物専門工場を設立。
- 1955年（昭和30年） - 2代岩下源次郎が法人化し、「株式会社岩下商店」を設立。
- 1962年（昭和37年） - 「岩下食品工業株式会社」に社名変更。
- 1965年（昭和40年） - 栃木市河合町から同市沼和田町に本社を移転。
- 1971年（昭和46年） - 中国産らっきょうの輸入を開始。
- 1973年（昭和48年） - 農産物漬物JAS認定を受けた工場を取得。
- 1986年（昭和61年） - CIを導入。「岩下食品株式会社」に社名変更。
- 1987年（昭和62年） - 海外原料の低塩低温漬、冷蔵コンテナ輸送、冷蔵保管等コールドシステムを確立し、「岩下の新生姜」を発売。
- 1991年（平成3年） - 「岩下の新生姜」ラジオCM開始。 広域大学新卒定期採用を開始。
- 1992年（平成4年） - 「岩下の新生姜」テレビCM開始。
- 2001年（平成13年） - らっきょう専門工場として、卒島工場（現・小山工場）を設立。ISO9001:2000認証を取得。
- 2003年（平成15年） - 「岩下資料館」を設立。
- 2004年（平成16年） - 岩下和了（初代源次郎の曽孫、2代源次郎の孫）が社長に就任。
- 2007年（平成19年） - 「岩下資料館」を「岩下記念館」に改称。
- 2014年（平成26年） - 「岩下記念館」を休館。
- 2015年（平成27年） - 「岩下記念館」を「岩下の新生姜ミュージアム」に改称。

## 商品

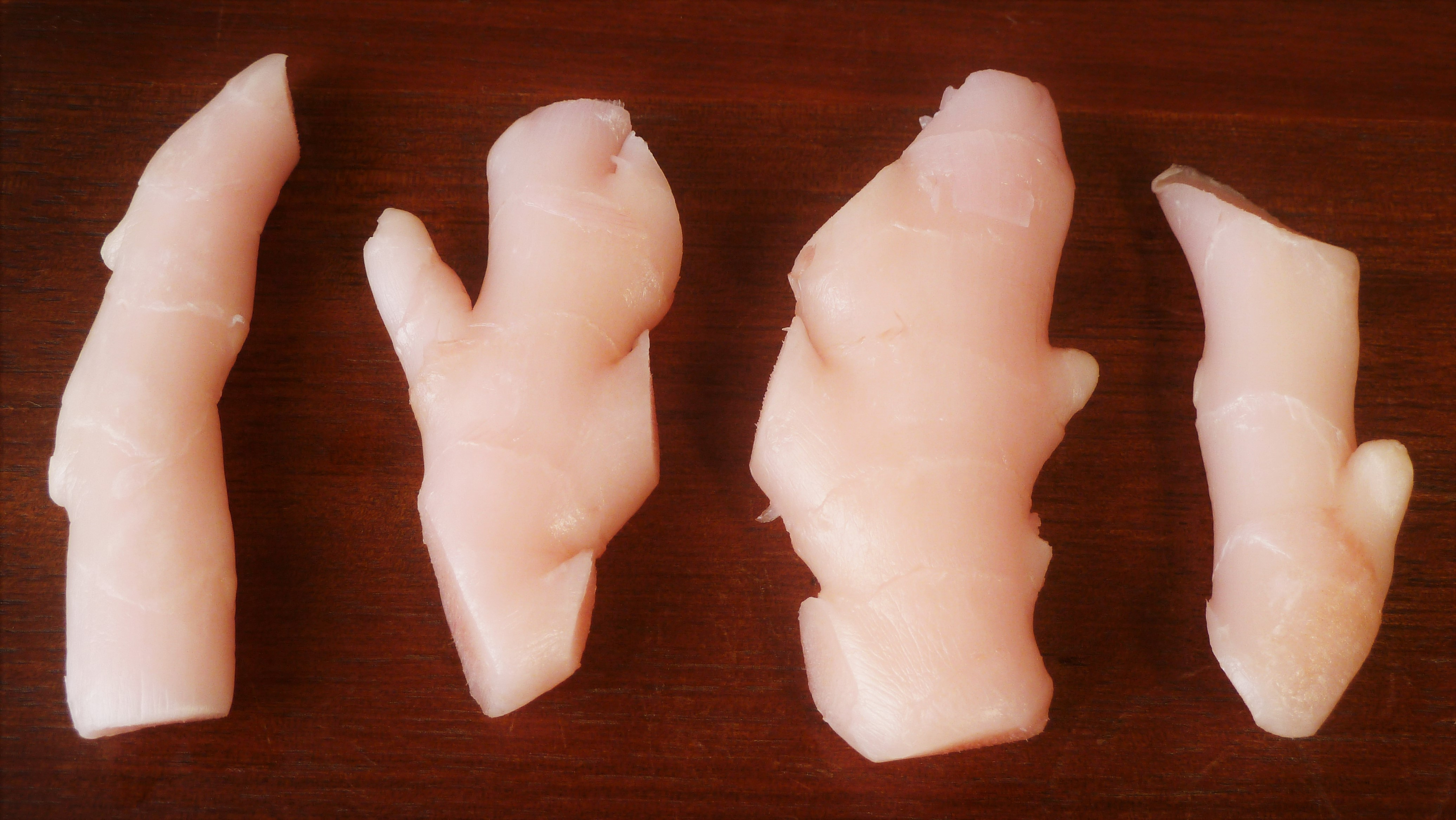
岩下の新生姜
- 岩下の新生姜スライス
- 岩下の新生姜ボリュームパック
- 岩下の紅生姜
- 岩下のピリ辛らっきょう
- 岩下のたまりらっきょう
- 岩下の塩らっきょう
- 岩下の甘らっきょう
- 岩下の花らっきょう

- 岩下の新生姜

## らっきょうの日
カレーライスの付け合わせとして福神漬に次いで、らっきょうを連想する人がいたが、同社の調査によると、カレーライスにらっきょうが添えられるのは減少傾向にあり、若年層に至っては何も添えない人が増加している。また、日常生活において、らっきょうを話題にすることが少なく、存在そのものが忘れられてきているのが現状である。そこで同社は、古くから漢方でも用いられたらっきょうを多くの方々に知ってもらい、それを食べて元気に過ごし、暮らしの中でも役立ててもらいたいという趣旨から2012年（平成24年）より、6が並んだ6月6日を「らっきょうの日」として制定された。
記念日当日には、この1年間で最も売り上げたらっきょう製品を明治神宮に奉納し、感謝の意とらっきょうを愛する方々の健康を祈願する式典が催されるほか、東京都内各地などでらっきょう製品の無料配布が行われる。

## 岩下の新生姜の日
岩下の新生姜が発売から30周年を迎えた2017年(平成29年)、11月11日を「岩下の新生姜の日」として制定した。
冬の足音が近づくこの季節に、さまざまな料理に活用でき美味しく手軽にたっぷりと食べられる「岩下の新生姜」で身体をぽかぽか温めてもらう事が目的。「岩下の新生姜」は、独自の栽培方法で細長く独特な形に育てる生姜(ペンタオジャン)を使用しており、その見た目が数字の１に似ていることから、食卓にたくさん並んだ新生姜を11月11日に見立てた。

記念日制定以降、岩下の新生姜ミュージアムでは11月に「岩下の新生姜の日」を記念したイベントが行われている。
- 2017年イベント[4]
- 2018年イベント[6]
- 2019年イベント[7]

## 岩下の新生姜ミュージアム

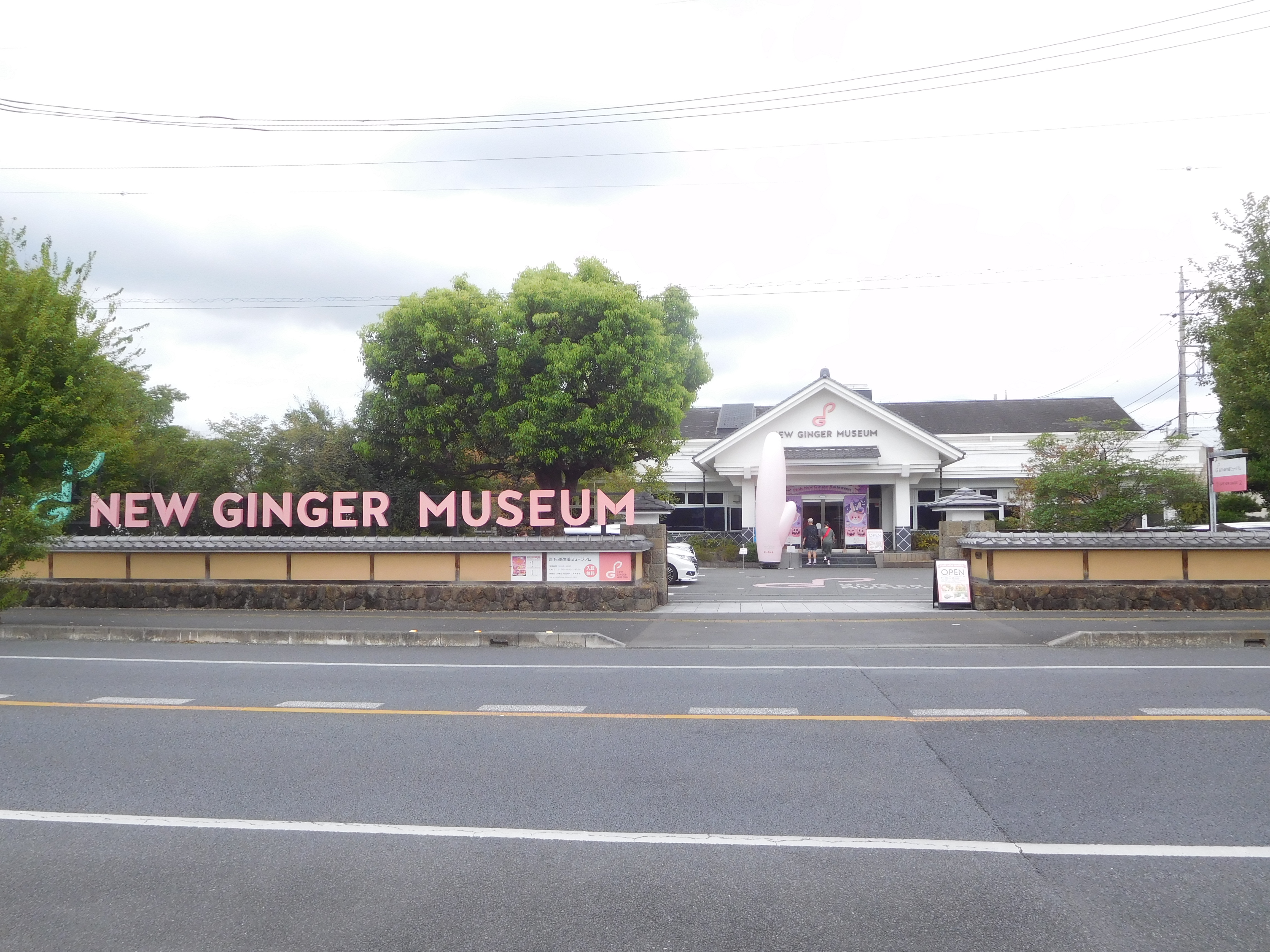
岩下の新生姜ミュージアム

2015年6月20日に開館した、「岩下資料館」「岩下記念館」を前身とするミュージアム。
- 所在地 - 栃木市本町
- 入場 - 無料
- 開館時間 - 午前10時から午後6時まで。
- 休館日 - 火曜日・年末年始(祝祭日は除く）

## 広報
X（Twitter）において、企業の公式アカウントの代わりに社長の岩下和了が自らの個人アカウントを活用して広報活動をしていることで知られ、企業広報の新しい形として注目されている。当初は知人のミュージシャンと交流するために作ったアカウントであったが、東日本大震災を機に自社製品について検索してみたところ、SNSには多くの消費者がいることがわかり、企業の広報としてSNSを活用するようになった。和了は、毎日3～4時間ほどXを利用し、商品に関する年間40万にも及ぶ投稿にいいねしているという。また、和了は暇空茜（ひまそらあかね）の支持者としても知られており、2024年東京都知事選挙では、名誉毀損容疑で書類送検されていた同候補を応援する投稿をこのアカウントで行ったことから、賛否両論を起こすことになった。

## その他
岩下の新生姜ミュージアムや岩下オンラインショップでは、岩下の新生姜の形をした「岩下の新生姜ペンライト」が販売されていた。全長約35cmのピンク色で、光る。後に「NEW GINGER」と書かれたストラップ付きのリニューアル版も登場。2015年6月に販売を始め、人気を得て約3000本が売れた。
しかし、不適切な使用が問題となり、事態を重く見た社長が販売中止を決断し、2016年10月10日を最後に販売終了した。在庫や追加発注した2500本は岩下の新生姜ミュージアム内でのライブ時に貸し出される他、ツリーなどとして展示・活用されている。
岩下の新生姜のファンを公言する著名人も多々おり、特に元・女子プロレスラーの豊田真奈美は、自身のTwitterでたびたび新生姜をはじめとする岩下製品のファンであることを公言しており、2019年4月27日放送の『有吉反省会』（日本テレビ）に豊田が出演した際には、放送直後に岩下製品の売り上げが倍増したとしている。また、これが縁で、彼女が最高顧問を務めている女子プロレス団体・アイスリボンのビッグマッチのスポンサーを担当している。また、千葉ロッテマリーンズ投手の岩下大輝は苗字が同じであることが縁で、2019年シーズンに岩下食品はスポンサー契約を結んだ。
2021年4月、銚子電気鉄道とコラボして「まずい棒　岩下の新生姜味」の発売を開始。台風被害とコロナ禍で観光客が激減した銚子電鉄を盛り上げたいとの想いから実現したもので、銚子電鉄の車内を岩下の新生姜ミュージアムの公式キャラクター「イワシカ」と「岩下の新生姜アルパカ」でデコレーションした「ピンクニュージンジャー号」の運行を行い、発売日には岩下の新生姜ミュージアムにて両社長による出発式が行われた。
主力製品である「岩下の新生姜」の包装を競合他社が模倣するケースが相次いでおり、岩下食品は2003年から何度も商品名とデザインの使用停止を求める通告書、2019年11月からは警告書に切り替えて競合他社に送付していたが、デザイン変更には応じていないことから、岩下食品はやむを得ず、発売開始から34年続いてきた巾着タイプの包装を2021年9月8日から平袋に変更し、岩下の新生姜ミュージアム公式キャラクターである「イワシカちゃん」を描いたパッケージにすることを明らかにした。
　
一部スーパーマーケットチェーンに卸している商品類は、関連会社の岩下プロセスフーズが販売している。こちらの原材料はタイ産を使用しタイの自社工場で製造している。